# Адольф Фредерік (король Швеції)
Адольф-Фредерік (швед. Adolf Fredrik, нім. Adolf Friedrich; 14 травня 1710 — 12 лютого 1771) — король Швеції з 1751 до 1771 року. Походив з Гольштейн-Готорпської династії.

## Життєпис

### Князь-єпископ
Адольф Фредерік був сином Крістіана Августа, принца Гольштейн-Готорпського і князя-єпископа Любеку, та Альбертіни Фредеріки Баден-Дурлахської. По материнській лінії він був родичем шведської династії Пфальц-Цвайбрюкен.
З 1727 року після смерті свого брата став князем-єпископом Любека. Водночас Адольф Фредерік став князем Ойтина. З 1739 року декілька років був регентом герцогства Гольштейн-Готорпського за малолітнього Карла Пітера Ульріха. В цілому він підтримував добрі стосунки як з Данією, так і Росією. Тут він також мав численні родинні зв'язки.
Тому не дивно, що Російська імперія підтримувала його як претендента на трон Швеції. Можливість зміцнити свої права на шведську корону прийшло, коли Швеція у 1740 році розпочала війну проти Росії. Проте вже у 1743 році сторони уклали мирний договір у м. Або (Фінляндія) на умовах Росії. Одним з пунктів цього договору було визнання Адольфа Фредеріка спадкоємцем бездітного Фредеріка I, короля Швеції.

### Король Швеції
26 листопада 1751 р. Адольфа та його дружину Луїзу Ульріку було короновано в Кафедральному соборі Стокгольма архієпископом Уппсальським Генріком Берзеліусом.
Діяльність нового короля була суттєво обмежена конституцією 1723 року, яка була прийнята за Фредеріка I. Адольф Фредерік усі своє правління вимушений був маневрувати між двома провідними партіями — «ковпаків» (представників буржуа) та «капелюхів» (аристократії). Фактично керувала Державна рада та риксдаг.
Тому союз із Францією, укладений за попередника Адольфа Фредеріка, діяв і далі. У 1757 році виконуючи домовленості з Францією у Семилітню війну проти Пруссії. Проте шведська участь обмежувалася лише кількома незначними битвами в Померанії. Мир, підписаний у Гамбурзі у 1762 році, не змінив кордонів між шведською Померанією та Прусією.
Проте ця війна в Померанії, що вимагала великих видатків, викликала хвилю критики на адресу уряду «капелюхів», і на сесії риксдагу 1765 року його змусили піти у відставку. Політика «ковпаків», що прийшли до влади, цілковито відрізнялася від політики «капелюхів». У країні було взято курс на сувору дефляцію, обмеження кредитів, заощадження державних коштів, зниження митних зборів, запроваджених з метою захисту мануфактур, і скасування багатьох обмежень. У галузі зовнішньої політики Швеція розірвала угоду з Францією, замінивши її подібною угодою з Англією й почала зближуватися з Росією.
Проте правління «ковпаків» не було тривалим. На сесії риксдагу 1769 року «капелюхи» витіснили їх із Державної ради і сформували новий уряд.
12 лютого 1771 року Адольф Фредерік помер після значного обіду.

## Родина
Дружина — Луїза Ульріка (1720—1782), донька Фрідріха-Вільгельма I Гогенцоллерна, короля Пруссії.
Діти:
- Густав (1746—1792)
- Карл (1748—1818)
- Фредерік Адольф (1750—1803)
- Софія Альбертіна (1753—1829)